# 5104 Skripnichenko
5104 Skripnichenko este un asteroid din centura principală de asteroizi.

## Descriere
5104 Skripnichenko este un asteroid din centura principală de asteroizi. A fost descoperit pe 7 septembrie 1986 la Observatorul astrofizic din Crimeea de Liudmila Cernîh. Asteroidul prezintă o orbită caracterizată de o semiaxă mare de 2,62 ua, o excentricitate de 0,11 și o înclinație de 14,3° în raport cu ecliptica.